# John J. Pershing
John Joseph "Black Jack" Pershing (født 13. september 1860, død 15. juli 1948) var en amerikansk general som gjorde tjeneste i den amerikanske hær fra 1886 til 1924.
Af væsentlige ledelsesopgaver havde Pershing kommandoen over den amerikanske hærs 8. brigade, som i 1916 foretog en straffeekspedition ind i Mexico under den mexicanske revolution, med det formål at finde og tilbageholde den mexicanske oprørsleder Pancho Villa, som tidligere samme år angreb med 1.500 mexicanere over den amerikanske grænse i protest mod at USA havde anerkendt Venustiano Carranzas nydannede regering samt amerikanske styrker i Europa under første verdenskrig.
Pershings slutrang var General of the Armies (firestjernet).
Pershing var anset som mentor for generationen af generaler, som havde ledende roller under anden verdenskrig i Europa, blandt andet George C. Marshall, Dwight D. Eisenhower, Omar N. Bradley og George S. Patton.

## Tjenesteforløb
- 1882: Kadet, United States Military Academy
- 1886: Deling L, 6. kavaleri
- 1891: Professor i taktik, Universitet Nebraska-Lincoln
- 1895: Chef for 10. kavaleriregiment
- 1897: Instruktør på United States Military Academy, West Point
- 1898: Major i de frivillige styrker, Cuba kampagnen, Den spansk-amerikanske krig
- 1899: Chef for kontoret for told- og øanliggender
- 1900: Generaladjudant ved departementet for Mindanao og Jolo, Filippinerne
- 1901: Bataljonsofficer ved 1. kavaleri og efterretnings-officer ved 14. kavaleri (Filippinerne)
- 1902: Ansvarshavende officer, Camp Vicars, Filippinerne
- 1904: Assisterende stabschef, Southwest Army Division, Oklahoma
- 1905: Militær attaché på den amerikanske ambassade i Tokyo
- 1908: Militær rådgiver på den amerikanske ambassade i Frankrig
- 1909: Chef på Fort McKinley, Manila og guvernør i Moro provinsen, Filippinerne
- 1914: Brigadechef, 8. Army Brigade
- 1916: Kommanderende general for Panco Villa Ekspeditionen
- 1917: Kommanderende general for oprettelse af den Nationale hær
- 1918: Kommanderende general , American Expeditionary Forces, Europa
- 1921: Stabschef for United States Army
- 1924: Slutter aktiv militærtjeneste

## Udmærkelser og dekorationer

### United States dekorationer
- Distinguished Service Cross
- Distinguished Service Medal
- World War I Victory Medal (med15 vedhæng)
- Indian Campaign Medal
- Spanish Campaign Medal (med Silver Citation Star)
- Army of Cuban Occupation Medal
- Philippine Campaign Medal
- Mexican Service Medal

I 1932, syv år efter at Pershing havde trukket sig tilbage fra aktiv tjeneste blev hans Silver Citation Star opgraderet til en Silver Star medalje og blev tildelt Purple Heart medaljen.
I 1941 blev han med tilbagevirkende kraft tildelt Army of Occupation of Germany Medal for tjeneste i Tyskland efter første verdenskrig.

### Internationale udmærkelser
- Knight Grand Cross of the Order of the Bath (UK)
- Grand Cross af Legion of Honor (Frankrig)
- Médaille militaire (Frankrig)
- Croix de Guerre with Palm (Frankrig)
- Grand Cross of the Order of Leopold (Belgien)
- Croix de Guerre (Belgium)
- Virtuti Militari (Polen)
- Order of the White Lion (1. Klasse med sværd) (Tjekkoslovakiet)
- Czechoslovakian War Cross
- Grand Cordon af Order of the Precious Jade (Kina)
- Order of the Golden Grain (1. klasse) (Kina)
- Order of the Redeemer (Grækenland)
- Grand Cross of the Military Order of Savoy (Italien)
- Grand Cross of the Order of Saints Maurice and Lazarus (Italien)
- Order of the Rising Sun (Japan)
- Medaille Obilitch (Montenegro)
- Grand Cross of the Order of Prince Danilo I (Montenegro)
- Medal of La Solidaridad (1. klasse) (Panama)
- Grand Cross of the Order of the Sun (Peru)
- Order of Michael the Brave (1. klasse) (Rumænien)
- Grand Cordon of the Order of the Liberator (Venezuela)
- Grand Cross of the Order of the Star of Karageorge with Swords (Serbien)

### Civile udmærkelser
- Congressional Gold Medal, USA
- Tak fra USAs kongres
- Speciel udmærkelse fra byen Buenos Aires